# サモンナイト6 失われた境界たち
『サモンナイト6 失われた境界たち』（サモンナイトシックス うしなわれたきょうかいたち、Summon Night6 Lost Borders）は、バンダイナムコエンターテインメントより2016年3月10日に発売されたPlayStation 4 / PlayStation Vita用シミュレーションRPG。

## 概要
サモンナイトシリーズ15周年記念作品。2015年8月21日に正式発表された。本シリーズのナンバリングタイトルでは初めてサブタイトルがつく。また、15周年記念タイトルという事で、歴代シリーズの人気キャラクターが集結する。
システム面の変更点として、『タクティクスオウガ』などに代表されるキャラクター単位で行動するターン制がシリーズで初めて採用されている。また、それに伴い「コネクト」と呼ばれる、隣接するキャラクターを連れて移動できるスキルも採用された。
2016年2月25日からPS Vita版の無料体験版が配信された。また、PS Vita版にはサウンドトラックCDや設定資料等が同梱された「サモンナイト15周年記念豪華パック」も発売された。

## ストーリー
天から様々な落下物が降り注ぐ繭世界「フィルージャ」。ここに住む少年ラージュは様々な落下物を拾っては生計を立てていた。ある日、ラージュはいつもとは違った落下物を目にする。それは異世界「リィンバウム」から召喚されたマグナという人間だった。彼の話を聞く内に、リィンバウムへ帰る手助けをする事になる。
また、そこから遠く離れた場所で暮らす少女アムも、かつてない規模の落下物を目にし、その一つを調べに向かってみたところ、リィンバウムから召喚されたナツミという人間と出会っていた。
この繭世界の壁の向こうには「リィンバウム」が広がっているのではないかという仮説を立てたラージュとアムは、それぞれの目的を胸に、互いの存在を知らぬまま繭世界の壁「絶糸壁」を目指す旅に出る。

## 登場キャラクター
公式サイトでメインキャラクターとされているキャラクターには、名前の後ろに☆マークを付ける。また、発売後に配信される無料DLC及びアップデートでプレイアブルとなるキャラクターには、★マークを付ける。

### メインキャラクター・パートナー
ラージュ☆
声 - 浅利遼太
召喚属性：機
装備可能武器：槍（基本装備）、大剣、投具、剣
男性主人公。グレーの服を着ており、武器は槍を使う。黒髪のショートヘアで金色の目をした少年。相棒のパッチと一緒に暮らしている。日々の糧は空から落ちてくる物で賄っている。
パッチ
声 - 種﨑敦美
ラージュのお供。羽の生えた青い帽子をかぶり、ネクタイのようなものをした奇妙な生物。体内に巨大な空間があるため、ラージュの拾ったアイテムを収納している。
アム☆
声 - 小倉唯
召喚属性：獣
装備可能武器：銃（基本装備）、杖、刀、弓
女性主人公。武器はスナイパーライフルを使う。黒髪のロングヘアで金色の瞳をした少女。相棒のキルトと一緒に暮らしている。面倒事に関わりたがらない主義だが、根本は世話焼きな性格。
キルト
声 - 種﨑敦美
アムのお供。羽の生えたピンクの帽子をかぶり、ネクタイをした不思議な生物。パッチと同様に体内に巨大な空間がある。
イスト☆
声 - 増田俊樹
召喚属性：霊、鬼
装備可能武器：糸（基本装備）、投具、杖、剣
ラージュとアムを観察している謎の青年。戦闘では糸のような物を出して戦う。繭世界について詳しく知る唯一の人物のようだが、その素性を多くは語ろうとはしない。リィンバウムから召喚されたフォルス達を保護しているが、その意図は不明。
リンネ
声 - 種﨑敦美
イストと一緒にいるパッチ、キルトと同種の繭世界の生命体。羽の生えた黒い帽子をかぶっており、体色も黒。

### サモンナイト
サモンナイトから登場するキャラクター。なお、本作に登場する4人の主人公とパートナーは、出演作では本来選択できない組み合わせでのコンビで登場している。
ハヤト☆
声 - 森川智之
召喚属性：霊、機
装備可能武器：大剣（基本装備）、斧、剣
男性主人公の一人。現代日本からリィンバウムに召喚された少年だったが、『霊界サプレスの餓竜の魔王』に意識を乗っ取られてしまっている。魔王はハヤトの世界を喰らいつくすべく現代日本へと続くゲートを移動していたが、その途中で繭世界へと召喚された。
召喚された際に魔力を大きく削られてしまい、激しい餓えを感じている。そのため、普段はハヤトの中で大人しくしているが、気ままに表に出てきてはトラブルを引き起こす。
ナツミ☆
声 - 半場友恵
召喚属性：機、獣
装備可能武器：短剣（基本装備）、弓、杖、剣
女性主人公の一人。現代日本から異世界リィンバウムに召喚された少女。少しずつ異世界での日々に慣れ始めていた頃、繭世界に召喚されてしまう。
さらなる状況の変化についていけず、途方に暮れて泣いていたところをアムに拾われた。つっけんどんなアムの態度に不安を覚えつつも、細々とした世話を受け、行き別れた友人のカシスを共に探してもらう事になる。
アヤ☆
声 - 白鳥由里
召喚属性：鬼、霊
装備可能武器：杖（基本装備）、弓、短剣
女性主人公の一人。清楚で儚げな風貌だが、理想に対して信念を貫き通す芯の強さを持つ少女。他のリィンバウムから召喚された人物達とは違い、自発的にこの世界にやってきたようだ。
穏やかな顔で大胆不敵な事をやってのける度胸を身につけており、黒い部分もある。
トウヤ☆
声 - 檜山修之
召喚属性：獣、鬼
装備可能武器：刀（基本装備）、剣
男性主人公の一人。現代日本からリィンバウムに召喚されてしまった男子学生だったが、試練を乗り越え伝説の存在たる『誓約者（リンカー）』となる。その力で『無色の派閥』の総帥オルドレイクと戦い、再降臨した魔王を撃破。以後はパートナーであるキールや仲間達と共に、密かに世界の危機を救ってきた。
キールと共に突然繭世界に召喚され、そこで別時間軸から来た悪魔王メルギトスと遭遇。この騒動の元凶が彼ではないかと疑い、真相を突き止め悪魔を倒すべく追いかける。
ソル
声 - 榎木淳弥
自信家の高位召喚師の少年。魔王に取り込まれてしまった友人のハヤトを救うべく、魔王を追って異世界へのゲートへ飛び込んだ。
その後、繭世界に召喚されたのだが、その時に魔力の大半を失ってしまっている。
カシス
声 - 戸田めぐみ
召喚時の影響で魔力が減衰してまともに戦えなくなってしまい、はぐれ召喚獣に襲われてピンチだったところをナツミとアムに助けられる。
お荷物を自称して仲間に加わり、陽気な言動で周囲を和ませるムードメーカーの役割を果たす。なんでも素直に受け止めるナツミの毒味役として、密かに危険を嗅ぎ分ける。
クラレット
声 - 佐倉薫
礼儀正しい護界召喚師の少女。親友のアヤとは強い信頼関係で結ばれており、共にとある秘密を共有している。
この世界にやって来た際に大きく魔力が減衰してしまっており、大規模な攻撃召喚術などは使えなくなってしまっている。
キール
声 - 白井悠介
『無色の派閥』の魔王降臨儀式の総責任者に選ばれたオルドレイクの息子。儀式の失敗によって召喚されてしまったトウヤと接触、監視する内に彼との間に友情が芽生える。
トウヤと共に自室で語らっていたところを突然召喚された。召喚時の影響で魔力は減衰したが、トウヤの各種サポートに回る事はまだ可能。
バノッサ☆
声 - 酒井哲也
召喚属性：霊
装備可能武器：双剣（基本装備）、刀
サイジェントの北スラムを縄張りとする不良集団オプテュスのリーダー。カノンとは義兄弟の契りを結んだ仲であり、互いに信頼し合っている。仲間が次々と離脱しつつあるオプテュスの現状に苛立っており、その強烈な憎悪のせいで、繭世界に召喚されて程なく操り糸で傀儡とされてしまう。
自分を探しに来たカノンの事すらわからず、本能のままに襲いかかる。
カノン☆
声 - 瀧本富士子
召喚属性：鬼
装備可能武器：大剣（基本装備）、斧
不良集団オプテュスのメンバー。リーダーであるバノッサとは義兄弟の契りを結んだ仲であり、互いに信頼し合っている。半人半鬼の『響界種（アロザイド）』であり、怒りに我を忘れると鬼として暴走してしまう。
普段は温和な性格だが、この世界に召喚されてバノッサを探してさまよう内、悪意を持った『糸』に侵蝕され鬼の血を抑えきれなくなりかけていた。

### サモンナイト2
サモンナイト2から登場するキャラクター。
マグナ☆
声 - 岸尾だいすけ
召喚属性：鬼、機
装備可能武器：剣（基本装備）、斧、槍、大剣
男性主人公。異世界リィンバウムから繭世界に堕ちてきた青年。かつてリィンバウムでの『傀儡戦争（かいらいせんそう）』で悪魔王メルギトスを倒した勇者にして『超律者（ロウラー）』。この世界に堕ちてくる際に大切な仲間とはぐれてしまったため、護衛獣であるハサハと共に探索していたところラージュと出会う。
基本はのんびり屋でややお気楽な性格だが、ラージュのよき理解者として共に冒険へと旅立つ事に。
トリス☆
声 - 木村郁絵
召喚属性：霊、獣
装備可能武器：杖（基本装備）、短剣、武具
女性主人公。偉大なる『調律者（ロウラー）』にして呪われし『召喚兵器（ゲイル）』を生み出したクレスメント一族の末裔。打倒メルギトスに向けて、仲間達と共に禁忌の森へと向かう途中だった。繭世界に落ちてきた際に共に旅をしていた、ネスティとはぐれてしまう。
バルレルと共にネスティを探して探索中にアム達と出会い、まとまりのない一行を牽引する立場に。珍しくお姉さんぶっている。
アメル☆
声 - 桑島法子
召喚属性：霊
装備可能武器：杖（基本装備）、短剣
豊穣の天使アルミネの魂の欠片から生じた聖女。『傀儡戦争』における宿敵メルギトスとの対決の結果、聖なる大樹の化身として生まれ変わり、現在はマグナ達と共に禁忌の森で静かに暮らしていた。
しかし、突如繭世界に召喚されマグナ達とはぐれてしまう。マグナを探す途中でカイルと出会い、怪我を治した縁で共に行動する事に。
ネスティ☆
声 - 緑川光
召喚属性：機、霊
装備可能武器：杖（基本装備）、ドリル
機界ロレイラルからリィンバウムに亡命してきた『融機人（ベイガー）』ライル一族の最後の末裔。『蒼の派閥』に属しており、妹弟子トリスと共に打倒メルギトスに向けて禁忌の森へと向かう途中だったが、世界に呼び出され、トリス達とはぐれてしまう。
頼れる参謀だが、猜疑心の強さから仲間に不和を招く事も。年上に対する礼節を持つ反面、無礼な輩に対しては容赦しない。
ハサハ★
声 - ゆかな
召喚属性：鬼
装備可能武器：刀（基本装備）、投具
鬼妖界シルターンの妖狐。無口で人見知りが激しいが、マグナに対しては「おにいちゃん」と呼んで懐いており、どこにでもくっついて来る。手にした宝珠で人の心を色として透かし見る事ができる他、心の中に潜りこんだり精神にまつわる妖術を使ったりするが、この世界に来た際に魔力を大きく失ってしまっている。
バルレル★
声 - 阪口大助
召喚属性：霊
装備可能武器：槍（基本装備）、爪、剣
霊界サプレスの悪魔の王の一人だったが、トリスの『誓約』によって子供の姿で召喚され、護衛獣にされている。最初は不満たらたらだったが、主人面しないトリスの態度に好感を持ち、対等の友人として今は旅に同行している。
『誓約』が解ければ魔王としての姿と力を取り戻す事ができるが、この世界では力を著しく奪われてしまっているため、まともに戦う事すらおぼつかなくなっている。
レシィ
声 - 佐藤智恵
幻獣界メイトルパのメトラル。魔力の源たる角が欠損しているため半人前とされ、家事炊事ばかりしていた。元居た世界ではトリスに召喚されて護衛獣を務めていたが、この世界に召喚された際に力の大半を奪われ、ますます家事に特化した存在になってしまっている。
レオルド
声 - 川津泰彦
機界ロレイラルの機械兵士。形式としては旧型だが頑強であり、忠誠心に厚く義理堅い思考AIをもっている。
一人ぼっちでこの世界に堕ちて来てしまい、さまよっていたところを、レックスと出会って状況を把握し、元の世界に戻る方法を探し共に行動する。この世界に落ちた影響で出力が上がらず、戦闘力を満足に発揮できなくなっており、その分、身を盾にして仲間を守ろうとする。
ルヴァイド☆
声 - 置鮎龍太郎
召喚属性：霊
装備可能武器：大剣（基本装備）、斧
かつて黒の旅団の指揮官として、腹心イオスと共に『傀儡戦争』の引き金を引く事になった騎士。戦争終結後、リィンバウム自由騎士団に身を寄せ、巡検士として危険任務に従事。トレイユにてライと知り合った後、彼のピンチにメイメイの招聘に応じて駆けつけようとしていた、その道中で召喚されてしまう。
イオスと共にこの世界を探索していたが、謎の存在の操り糸に心を絡めとられ、正常な判断が出来なくなってゆく。
イオス☆
声 - 小松由佳
召喚属性：獣
装備可能武器：槍（基本装備）、剣
黒の旅団の一員で、ルヴァイドの忠実な部下として常に付き従う。能力に劣ると見なしたものを軽んじる悪癖がある。
ルヴァイドと共にこの世界を探索していたが、影法師と遭遇し、戦闘の最中に謎の操り糸に囚われてしまう。聖女アメルを追っていた頃の記憶を歪めて利用され、『影法師（ズィルウ）』の兵達を率い至竜コーラルを捕縛、贄として連れ去ろうとする。
メルギトス★
声 - 神奈延年
召喚属性：機、霊
装備可能武器：手刀（基本装備）、剣
リィンバウムを侵略しようとした霊界サプレスの悪魔王。天使アルミネによって封印されていたが、結界の弱体化と共に復活し、リィンバウム侵略を目論むが、本音は復讐という名のゲームを楽しむ事だった。しかし彼のいた世界（時間軸）では『調律者』達の復活は未だなく、目的を喪失してしまった彼はみなぎる力を持て余していた。そして彼は謎の力による召喚にあえて逆らう事なく身を委ね、異なる時間軸から召喚されるであろう者達の中に、懐かしい彼らがいると信じて繭世界へと訪れる。

### サモンナイト3
サモンナイト3から登場するキャラクター。
アティ☆
声 - 川澄綾子
召喚属性：機、霊
装備可能武器：剣（基本装備）、杖、投具
女性主人公。体内に神秘の魔剣『碧の賢帝（シャルトス）』を宿す抜剣者。彼女もリィンバウムから繭世界に迷い込んで来ており、帰る方法を探している。共に旅する中で、彼女の秘めた力は、ラージュ達の行く手に立ちふさがる壁を打ち砕く助けとなる。
リィンバウムでは家庭教師として働いていたため、先生として子ども達の世話や悩める年少者にアドバイスする事も。
レックス☆
声 - 櫻井孝宏
召喚属性：鬼、獣
装備可能武器：剣（基本装備）、刀、投具
男性主人公。退役軍人。二本の魔剣を巡る争奪戦に巻き込まれ、その一本である『碧の賢帝』を継承してしまう。リィンバウムの夜の浜辺で、アズリアと共にイスラの事を話している時に突然召喚される。その際に謎の影を見ている。
繭世界に召喚されるとアズリアの姿はなく、移動中にレオルドと出会い共に行動する事に。兇乱したバノッサとの戦いに苦戦するアム達に助っ人として加勢する。
カイル☆
声 - 松本保典
召喚属性：鬼
装備可能武器：武具（基本装備）、爪
海賊カイル一家の元締め。2本の魔剣を巡る騒動によって忘れられた島に漂着し、魔剣の適格者となったアティを客分として迎え、島の謎と帝国軍と戦っている最中に異世界へと召喚されてしまう。肝の据わった態度で状況を受け入れ、とりあえず仲間を探しつつ世界を探索していた。
クノン★
声 - 立野香菜子
召喚属性：機
装備可能武器：手刀（基本装備）、ドリル
機界ロレイラルの従軍看護人形（フラーゼン）。レックス達との触れあいで未完成な感情プログラムを発達させ、より人間らしくある事を望むようになる。医療機体としての機能は健在だが、武装に回すだけの出力が上がらなくなってしまっており、バックアップに励む。
状況把握のために行動する内、苦しんでいたカノンと遭遇し、各種手当てを試む。
イスラ☆
声 - 鈴村健一
召喚属性：霊
装備可能武器：剣（基本装備）、槍
アズリアの弟。『無色の派閥』によって生まれた時から『病魔の召喚呪詛』をかけられ、死と生を繰り返す地獄に叩き込まれてきた。スパイになるという条件で呪いを緩和してもらい健康を取り戻すも、姉に対する罪の意識に苦しんでいた。派閥の任務における潜伏先で繭世界に召喚されてしまう。
異世界をさまよう内にダイスと出会い、共に交流・行動していたが、記憶の断片から生まれた自らの影法師に襲われて、核として取り込まれてしまう。
アズリア☆
声 - 住友優子
召喚属性：霊
装備可能武器：剣（基本装備）、槍
帝国軍海戦隊を率いる女隊長。彼女の部隊は、実の弟であるイスラの手引きによって到着した『無色の派閥』の軍勢によって壊滅。魔剣に取りつかれた弟イスラを救うと決意する。
レックスと共にいたところを召喚される。はぐれたレックスと合流すべく移動中、スピネルと出会い、事情を聞いて行動を共にする。
スカーレル★
声 - 小野坂昌也
召喚属性：獣
装備可能武器：短剣（基本装備）、投具、刀、剣
「珊瑚の毒蛇」の二つ名を持つ、秘密結社『紅き手袋』の暗殺者。後ろ暗い境遇に嫌気を感じつつも、おどけた口調と道化めいた振る舞いによって自分をごまかし、流されるままに組織の仕事をこなしていたが、任務の途中で召喚されてしまう。
繭世界でソノラと遭遇。未来の自分を知っているという彼女に当惑しつつ関わりを避けようとするが、冥土獣の出現によってやむなく守る羽目に。
その際、冥土獣の攻撃で負傷、冥土に侵蝕されて次第に理性をなくしてゆく。
ソノラ★
声 - 神田朱未
召喚属性：機
装備可能武器：銃（基本装備）、投具、刀
海賊カイル一家の砲撃手。魔剣の適格者となったアティを客分として迎え、島の謎と帝国軍との戦いに身を投じてゆく。
アティ、カイルと共に海賊船にいたところを召喚されたが、カイル達とははぐれてしまう。
スカーレルと接触するが、彼はまだソノラと出会う以前の暗殺者だった。
ヘイゼル
声 - ゆかな
スカーレルの同僚で、「茨の君」の二つ名を持つ女暗殺者。スカーレルの個別エンディングで登場。

### サモンナイト4
サモンナイト4から登場するキャラクター。
ライ☆
声 - 泰勇気
召喚属性：獣、鬼
装備可能武器：剣（基本装備）、刀、銃、槍
男性主人公。人間界出身の父と幻獣界メイトルパの古妖精を母に持つ『響界種』。帝国の宿場町トレイユに宿屋を構える少年店主。料理の腕はピカいち。父親から無理矢理仕込まれた武術を使いこなす。後に『浮遊城事件』と呼ばれる激戦を勝利し、今は平穏な日々を取り戻しつつあった。
リューム、リシェルと共に買い出しに出かける途中に呼ばれた。夜の営業に間に合わないと困るので、慌てて元の世界に戻る方法を探す。
フェア☆
声 - 東城日沙子
召喚属性：霊、機
装備可能武器：剣（基本装備）、杖、弓、爪
女性主人公。人間界出身の父と幻獣界メイトルパの古妖精を母に持つ『響界種』。ライとは平行世界の帝国の宿場町トレイユに宿屋を構える少女店主。料理の腕はピカいち。父親から無理矢理仕込まれた強力な武術の使い手。
ミルリーフ、セイロンと共に買い出しに出かける途中に呼ばれた。夜の営業に間に合わないと困るので、慌てて元の世界に戻る方法を探す。平行世界の自分であるライと雰囲気が似ていたことからリシェルから「双子みたい」と言われ、ライが「俺が兄貴な」に対して「私がお姉ちゃんでしょう」と張り合った。
これまでのゲーム及びメディアミックスにおいて、ボイス付きで登場した事がなかったため、本作での登場に伴い、声優が新規で起用された。
リシェル☆
声 - 松岡由貴
召喚属性：機
装備可能武器：杖（基本装備）、銃、短剣
ライの幼馴染み。『金の派閥』に属する召喚士の一族の跡取り娘。彼の店は彼女の父テイラーがオーナー。かつてライと共に竜の子リュームを拾った事をきっかけにこれを狙う一団と戦い、理想と現実に打ちのめされて泣いたりわめいたりもしたが、最終的にはワガママ娘から一回り成長した。
突如繭世界に召喚され、軽くパニックを起こしたものの、ライを信頼してくっついてゆく。
セイロン☆
声 - 三木眞一郎
召喚属性：鬼
装備可能武器：武具（基本装備）、爪、投具、杖
鬼妖界シルターンの龍人族の若君。『御使い』として若き竜の御子を守るべくフェアの下に現れ居候状態となり、戦いや様々な問題に対して知恵を貸してくれる参謀役として働く。
フェア、ミルリーフと共に買い出しに出かける途中に繭世界に召喚された。状況を面白がりつつも、フェアと共に戻る方法を探す。
リューム
声 - 田村ゆかり
ライの平行世界のラウスブルグの守護竜。エニシアと共に民達をメイトルパに連れ帰り、先代の知識と魔力を継承した状態だが、転移の際にその大半を奪われ、知識、魔力共に継承前の状態にまで低下してしまっている。
召喚された際に自分の力が減衰している事に気づいてショックを受けるも、まあ別にいいかとすぐに開き直ってしまう。ライ達にくっついて行動する。
コーラル
声 - 岩男潤子
ラウスブルグの守護竜。界を渡って幻獣界メイトルパから帰還した直後、消耗した状態で召喚される。
ラディリアと出会い共に元の世界に戻る方法を探していたが、イオス率いる軍団に包囲されてしまう。敵の目的が自分である事を知り、ラディリアを逃がすために囮となった末に捕まってしまう。
此れまでの出演作では、男性用と女性用の服をいずれも着こなすなど性別不詳だったが、本作では"少年"なのを示唆する言動をしている。
ミルリーフ
声 - 野川さくら
フェアの平行世界の守護竜の後継者。卵の状態にフェアに拾われ娘として育てられてきた。自分を狙う敵に怯えつつも、守ってくるフェアの愛情を感じ取り、信頼している。
召喚時の減衰によって、人間の姿を維持する程度しか魔力が残っていない。見知らぬ世界で不安に襲われるも、ママ（フェア）を信じてついてゆく。
ギアン☆
声 - 成田剣
召喚属性：獣、霊
装備可能武器：剣（基本装備）、投具
「魔獣調教師」の異名を持つ『無色の派閥』クラストフ家の娘と、幽角獣モノケウロスの間に産まれた『響界種』。
幻獣界メイトルパに帰ったという父に復讐する術を探す放浪の旅の途中、外道召喚師に囚われていたエニシアを助ける。
自分と同じ『響界種』である彼女が母に会いたいという願いをも背負って、幻獣界に渡る術を二人で探し続けていたところ、吹雪の中で召喚されてしまい、エニシアとはぐれてしまう。
エニシア★
声 - 水樹奈々
召喚属性：獣、霊
装備可能武器：杖（基本装備）、短剣
人間の父と月光花の古妖精の母を持つ『響界種』。悪人に騙されて外道召喚師に売り飛ばされてしまい、不老不死の実験素材にされる運命を、ギアンの手で救われる。以来、彼と共に幻獣界に向かう方法を求めて旅を続けていた。
旅の途中に出くわした吹雪の中で召喚されてしまう。
ルチル
声 - 中原麻衣
神出鬼没の悪魔商人。界を自在に転移する希有な能力をもっているが戦闘力は皆無。商売仲間であるメイメイの遺言で『観測者』の役目を引き継いでいる。当人は移動中に突如繭世界に引っ張り込まれたというがその真偽は不明。
元は『サモンナイトエクステーゼ』のキャラクターだが、『4』にも登場しているため、便宜上ここに記す。
ポムニット☆
声 - 後藤邑子
召喚属性：霊
装備可能武器：武具（基本装備）、斧、爪、大剣
リシェルの家であるブロンクス家専属のメイド。『略奪』の二つ名を持つ霊界サプレスの悪魔王の父と人間の母との間に生まれた『響界種』。屋敷で庭掃除をしている最中に繭世界に召喚される。
その際に『糸』に操られ、周囲の生き物の生命力を吸い取ってしまう異能によって、『峠の魔物』として恐れられていた頃の記憶を見せられた事で悪魔として暴走してしまう。

### サモンナイト5
サモンナイト5から登場するキャラクター。
フォルス☆
声 - 神谷浩史
召喚属性：獣、機
装備可能武器：剣（基本装備）、杖、武具、斧
男性主人公。響友（クロス）ペリエと共に異世界調停機構ユクロスに所属する調停召喚師。真面目な性格だが時にだらしない事も。
バイト先である大家の店でコーヒーを入れていたところを、近くにいたペリエやトルクと共に召喚される。状況を把握すべく動こうとしたその矢先、イストと接触。彼の口から事のあらましを聞かされると同時に、その庇護下に入る事に。
アルカ☆
声 - 遠藤綾
召喚属性：鬼、霊
装備可能武器：剣（基本装備）、刀、弓、杖
女性主人公。響友カゲロウと共に『異世界調停機構ユクロス』に所属する調停召喚師。『真紅の鎖』の暗躍に端を発する『冥土』にまつわる騒動に関わる。
未知の世界を探索中、偶然にも壊人エルストの姿を発見してしまう。救えなかった憧れの人を今度こそ助けたいと願い、カゲロウと共に壊人エルストを追う。
ペリエ
声 - 本多真梨子
フォルスの響友。フォルスを「おにいちゃん」と呼ぶ。共に異世界調停機構ユクロスに所属している。フォルスのお手伝いをしていたところ、店内にいたトルクと共に召喚される。フォルスに従って状況を把握すべく動こうとしたその矢先、イストと接触。
召喚の影響で体力が衰えているため、単体での戦闘力が著しく低下している。それでも「おにいちゃん」の助けになるべく懸命にがんばる。
スピネル
声 - 阿澄佳奈
アルカ（別時間軸）の響友。彼女を姉さまと呼んでべったりだった。ユクロスに用事で出かけた彼女を迎えに行く途中、召喚されてしまう。
召喚時の記憶はなし。召喚された事で魔力が減衰し、満足に「奇跡」が使えない。予期せぬ事態に狼狽し、不安で泣きそうになっていたところをアズリアに救われる。
以来、彼女を「お姉さま」と呼んで慕い、行動を共にしてきた。
カゲロウ
声 - 柿原徹也
アルカの響友。共に異世界調停機構ユクロスに所属する。『冥土』にまつわる騒動に関わり、その過程で自分が界の狭間にたゆたう冥土の天敵、浄化の光から生じた新生命だと知る。
事件終息後、アルカと共にライル機関に出向し、研究に協力していた。久々の休日、アルカと共に買い物に出かけたところを召喚される。
ダイス
声 - 代永翼
別時間軸のフォルスの響友。共に異世界調停機構ユクロスに所属したばかり。おつかいに出かけたところを召喚される。
状況が把握できずに途方に暮れていたところにイスラと出会い、同行する事に。
トルク
声 - 真田アサミ
若き天才鍛冶師。魔剣の秘密に迫るためセイヴァールにやってきた。フォルスのコーヒーを飲んでくつろいでいた所、近くにいたフォルスやペリエと共に召喚される。
召喚の影響で体力が衰えているため、居住空間にとどまる事が多い。そのためヒマを持て余し、どこからか出現する壊れた武器をなんとなく修復している。
ラディリア
声 - 堀江由衣
『響融化（アストレイズ）』後のリィンバウム出身。調停召喚師の組織『異世界調停機構ユクロス』のシステム管理官として、マザー（未来のクノン）によって創造された。ユクロスのメンバーからは「管理官さん」と呼ばれる。
フォルス、ペリエの追想システムによる訓練中、まとめて召喚されてしまった。単独でこの世界を探査中、コーラルと出会い行動を共にするが、イオスが率いる軍団に見つかって捕縛されかける。
エルスト★
声 - 杉田智和
召喚属性：機
装備可能武器：杖（基本装備）、銃
響友ガウディと共に異世界調停機構ユクロスに所属していた俊英の調停召喚師。妄執で歪んだ弟のギフトによって、冥土を植えつけられ冥土壊人「壊人エルスト」へとなり果ててしまう。
自我が曖昧な状態のまま召喚されたため、制御ができぬ状態となって暴走。周囲に冥土をまき散らして彷徨うイリーガルな存在と化す。
ルエリィ☆
声 - 福圓美里
召喚属性：獣
装備可能武器：槍（基本装備）、弓
フォルスの後輩で、セイヴァール響界学園の学生。フォルスを非常に尊敬しており、「センパイ」と呼んで慕っている。異世界調停機構ユクロスの調停召喚師になり、フォルスと肩を並べて戦う事が将来の目標。
アトシュを追跡している最中に繭世界に召喚され、そこに偶然ピクニックに来ていた主人公一行と合流する。
アトシュ☆
声 - 浜田賢二
召喚属性：霊
装備可能武器：鎖（基本装備）、爪、短剣
犯罪集団『真紅の鎖』の幹部で、戦闘集団を率いる若頭。粗暴且つ破壊を好む性格で悪党のメンツに厳しく、相手が警察であろうと怯む事を許さない。一方で頭が働く人物でもあり、無益な戦いはしない主義。
ルエリィに追われている時に繭世界に召喚され、本人はおろか、周囲も気づかぬ内に『糸』に操られている。
プリモ
ルエリィの響友。幻獣界メイトルパのエリマキトビウサギ。ルエリィの個別エンディングの一枚絵で登場。

### 黒幕
異識体（イリデルシア）
声 - 山本兼平
繭世界の創造主にして、あらゆる時間軸のリィンバウムから人々を呼び寄せた元凶。その目的は自身の餌として彼等の記憶や力を取り込むためだった。

## 主題歌
TO BE ALIVE
作詞：磯谷佳江
作曲：駒形めぐみ
歌：小倉唯

## 制作スタッフ
- キャラクターデザイン：飯塚武史
- 世界設定・シナリオ原案・監修：都月景
- シナリオ：エッジワークス
- 開発：メディア・ビジョン
- 制作協力：フェリステラ